# Raphaël van Praag
Raphaël van Praag (Amszterdam, 1885. szeptember 12. – Antwerpen, 1934. augusztus 31.) belga nemzetközi labdarúgó-játékvezető.

## Pályafutása

### Nemzetközi játékvezetés
A Belga labdarúgó-szövetség Játékvezető Bizottsága (JB) 1911-ben terjesztette fel nemzetközi játékvezetőnek, a Nemzetközi Labdarúgó-szövetség (FIFA) bíróinak keretébe. Több nemzetek közötti válogatott és klubmérkőzést vezetett vagy működő társának segített partbíróként. 
A belga nemzetközi játékvezetők rangsorában, a világbajnokság-Európa-bajnokság sorrendjében többedmagával a 25. helyet foglalja el 2 találkozó szolgálatával. Az aktív nemzetközi játékvezetéstől 1934-ben búcsúzott. Válogatott mérkőzéseinek száma: 12.

#### Világbajnokság
A világbajnoki döntőhöz vezető úton Olaszországba a II., az 1934-es labdarúgó-világbajnokságra a FIFA JB bíróként alkalmazta.
| Időpont           | Helyszín                  | Mérkőzés típusa           | Mérkőzés                 | Eredmény | Nézők száma |
| ----------------- | ------------------------- | ------------------------- | ------------------------ | -------- | ----------- |
| 1934. március 11. | Chamartin Stadion, Madrid | előselejtező (2. csoport) | Spanyolország–Portugália | 9 : 0    | 50 000      |
| 1934. március 18. | Lumiar Stadion, Lisszabon | előselejtező (2. csoport) | Portugália–Spanyolország | 1 : 2    | 30 000      |

#### Olimpia
Az 1920. évi nyári olimpiai játékok labdarúgó tornáján a FIFA JB bíróként alkalmazta.
| Időpont             | Helyszín                       | Mérkőzés típusa        | Mérkőzés                  | Eredmény | Nézők száma |
| ------------------- | ------------------------------ | ---------------------- | ------------------------- | -------- | ----------- |
| 1920. augusztus 28. | Broodstraat Stadion, Antwerpen | első forduló           | Csehszlovákia–Jugoszlávia | 7 : 0    | 600         |
| 1920. szeptember 3. | Olimpiai Stadion, Antwerpen    | vigaszág, a 8. helyért | Egyiptom–Jugoszlávia      | 4 : 2    | 500         |

#### Skandináv Bajnokság
| Időpont         | Helyszín                 | Mérkőzés típusa | Mérkőzés            | Eredmény | Nézők száma |
| --------------- | ------------------------ | --------------- | ------------------- | -------- | ----------- |
| 1932. június 1. | Ullevi Stadion, Göteborg | körmérkőzés     | Svédország–Norvégia | 1 : 4    | 22 108      |

#### Nemzetközi kupamérkőzések
Vezetett Kupa-döntők száma: 1.

##### Közép-európai-kupa
Az első Mitropa Kupa tornasorozat döntőjének egyik bírója.
| Időpont           | Helyszín                    | Mérkőzés típusa     | Mérkőzés                      | Eredmény | Nézők száma |
| ----------------- | --------------------------- | ------------------- | ----------------------------- | -------- | ----------- |
| 1927. október 30. | Sparta/Letná Stadion, Prága | első döntő mérkőzés | AC Sparta Praha–SK Rapid Wien | 6 : 2    | 25 000      |

## Magyar vonatkozás
| Időpont           | Helyszín                    | Mérkőzés típusa          | Mérkőzés                   | Eredmény | Nézők száma |
| ----------------- | --------------------------- | ------------------------ | -------------------------- | -------- | ----------- |
| 1928. április 22. | Üllői úti Stadion, Budapest | 129. válogatott mérkőzés | Magyarország–Csehszlovákia | 2 : 0    | 38 000      |